# Polypodium aequale
Polypodium aequale är en stensöteväxtart som beskrevs av William Ralph Maxon. Polypodium aequale ingår i släktet Polypodium och familjen Polypodiaceae. Inga underarter finns listade.